# Таблица Шульте
Таблицы Шу́льте (англ. Schulte Table) — таблицы со случайно расположенными объектами (обычно числами или буквами), служащие для проверки и развития быстроты нахождения этих объектов в определённом порядке. Упражнения с таблицами позволяют улучшить периферическое зрительное восприятие, что важно, например, для скорочтения.
Разработаны первоначально как психодиагностическая проба для исследования свойств внимания немецким психиатром и психотерапевтом Вальтером Шульте.

## Пример
Простейшая таблица Шульте представляет собой квадратный листок бумаги шириной с книжную страницу, условно разделенный на 25 одинаковых квадратных ячеек (5 рядов и 5 столбцов), в которые шрифтом обычного книжного размера беспорядочно вписаны числа от 1 до 25. (При воспроизведении таблиц Шульте на компьютерных мониторах необходимо их масштабирование в соответствии с размером экрана.)
| 4   | 18   | 8    | XI    | 25    | 12 | XIX |
| IV  | 23   | I    | 15    | IX    | 3  | XIV |
| XX  | 13   | XXII | VI    | XVII  | 17 | 5   |
| X   | XXIV | 9    | XXIII | 1     | II | 21  |
| 14  | XIII | III  | 19    | XXI   | V  | 11  |
| XVI | 20   | 2    | XV    | XVIII | 16 | XII |
| 24  | 6    | VII  | 10    | VIII  | 7  | 22  |
| --- | ---- | ---- | ----- | ----- | -- | --- |

Вариант таблицы Шульте-Платонова. В зависимости от методики и выявляемых отклонений подсчёт производится отдельно арабских и римских цифр в прямом или обратном порядке, либо их сочетание (1, XXIV, 2, XXIII, … 24, I, 25).
Варианты таблиц Шульте-Горбова.

## Обследование внимания
В психологии таблицы Шульте и их модификации (с арабо-римскими цифрами Шульте-Платонова, двухцветная Шульте-Горбова (цифры, фон клеток и их сочетание)) используются для обследования отвлечения, переключения, распределения, сосредоточения внимания обследуемого. Позволяет выявить работоспособность (врабатываемость, истощаемость), наличие или отсутствие расстройств внимания, особенно у лиц, страдающими органическими поражениями мозга, атрофическими процессами.  Также позволяет развивать внимание и волю.
Как пример, при обследовании работоспособности (эффективность работы, степень врабатываемости, психическая устойчивость) по методике Козыревой А. Ю., тест проводится на 5 таблицах Шульте 5×5 с разным расположением цифр на каждой, в результатах оценивается количество допущенных ошибок (пропущенных цифр), время потраченное на нахождение каждой последующей цифры в таблице, время потраченное на прохождение каждой таблицы, динамику допускаемых ошибок и времени потраченного обследуемым в ходе обследования.

## Тренировка скорочтения
- Расстояние от таблицы до глаз должно быть таким же, как и при чтении книги, то есть примерно 30—35 см.
- Перед началом работы с таблицей взгляд фиксируется в её центре и больше не сдвигается.
- Находить числа нужно в возрастающем порядке от 1 до 25, без про́пусков, с максимальной быстротой, желательно не проговаривая числа ни про себя, ни вслух. Очень важно избегать передвижений взгляда из центра и искать числа только периферическим зрением.
- Время и периодичность тренировок нужно выбирать так, чтобы избежать переутомления. Обычно не более 10 таблиц в день.
- По мере развития навыка переходят к таблицам с количеством ячеек 6x6, 7x7, 8x8, соответственно увеличивая и размер квадрата.

Тони Бьюзен отмечал, что в компьютерных программах, когда на цифру указываешь курсором, глаза непроизвольно следуют за ним. Это не способствует расширению поля восприятия. Поэтому к компьютерным вариантам таблиц надо относиться с осторожностью. 